# کاری لیمو
کاری لیمو (فنلاندی: Kari Liimo؛ زادهٔ ۶ مارس ۱۹۴۴) بازیکن بسکتبال اهل فنلاند بود. وی در بازی‌های المپیک تابستانی ۱۹۶۴ حضور داشته‌است.